# Marcel Pagnol

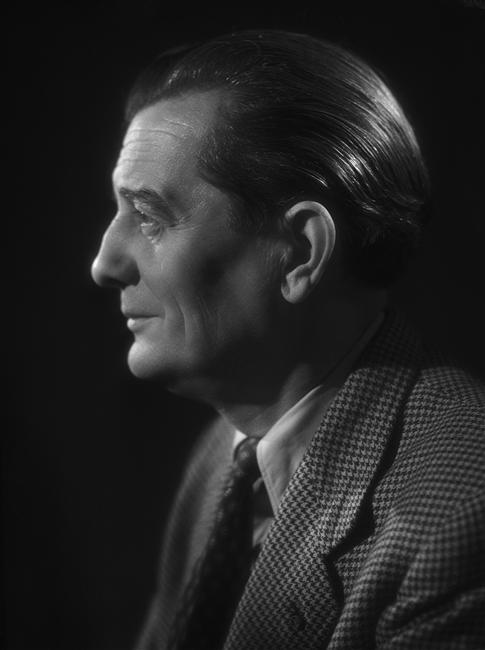
Marcel Pagnol, 1948

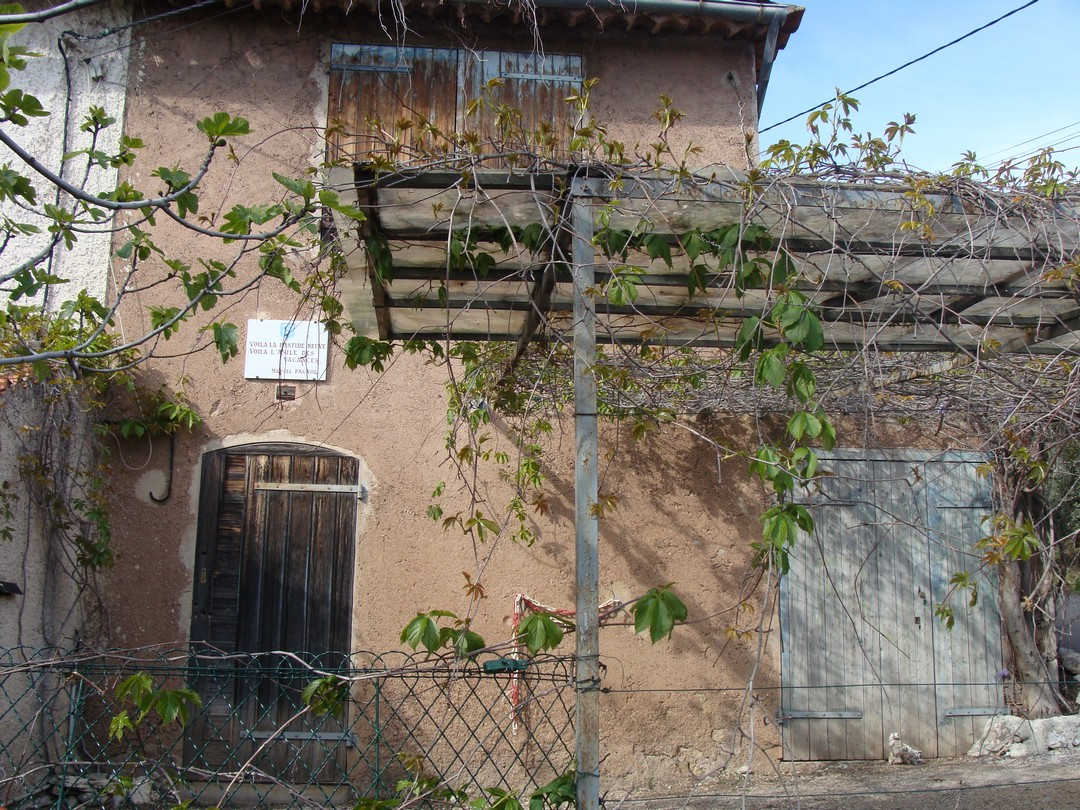
Bastide neuve; Schauplatz des Romans Eine Kindheit in der Provence

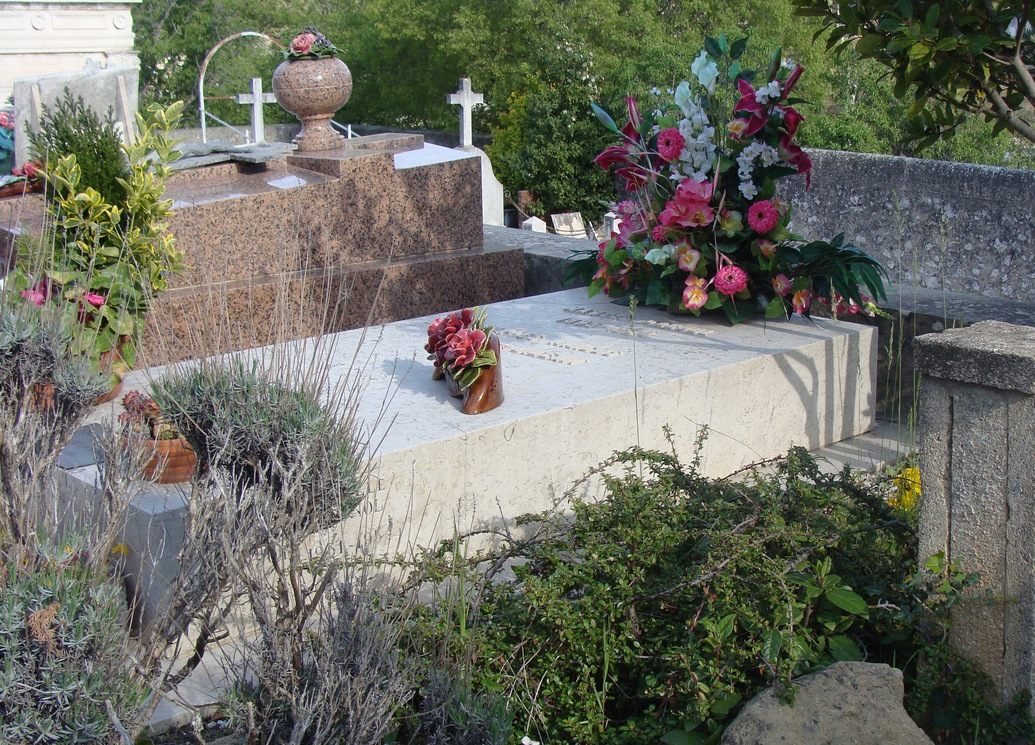
Marcel Pagnols Grab auf dem Friedhof von La Treille

Marcel Pagnol (* 28. Februar 1895 in Aubagne, Bouches-du-Rhône; † 18. April 1974 in Paris) war ein französischer Schriftsteller, Dramatiker und Regisseur.

## Leben
Marcel Pagnols Vater, Joseph Pagnol, war Grundschullehrer und seine Mutter, Pauline Henriette (genannt Augustine) Lansot, war Schneiderin. 1898 wurden sein Bruder Paul, 1902 seine Schwester Germaine und 1909 ein weiterer Bruder, René, geboren. Bald danach starb die Mutter an einem Lungenleiden.
Pagnol wuchs in der Provence, ab 1904 in Marseille auf. Er wollte zunächst Englischlehrer werden, doch der Erfolg seiner frühen Bühnenstücke ließ ihn eine Karriere als Dramaturg einschlagen. Er besuchte das Gymnasium von Thiers, später erwarb er einen Hochschulabschluss an der Universität Aix-en-Provence. 1915 wurde Pagnol wegen schwächlicher Konstitution vom Kriegsdienst befreit. 1916 heiratete er Simone Collin.
Von 1927 an lebte Pagnol als freier Schriftsteller. Aus einer Liaison mit Kitty Murphy ging ein Sohn, Jacques, hervor. 1932 lernte er den Schriftsteller Jean Giono kennen, von dem er mehrere Werke adaptierte. Einer Beziehung mit Orane Demazis entstammt der 1933 geborene Sohn Jean Pierre. Im Jahr 1935 kam Pagnols drittes Kind, Francine, zur Welt. Ihre Mutter ist Yvonne Pouperon. Erst 1941 ließ sich Pagnol von seiner ersten Frau scheiden. Im folgenden Jahr verkaufte er sein Filmstudio. 1944 wurde er Präsident der Société des Auteurs et Compositeurs Dramatiques. 1945 heiratete Pagnol Jacqueline Bouvier, ein Jahr später bekamen sie einen Sohn, Frédéric. Ebenfalls 1946 wurde Pagnol Mitglied der Académie Française. Die Tochter Estelle wurde 1951 geboren, starb jedoch bereits 1954. Im Jahr der Geburt von Pagnols fünftem Kind, 1951, starb sein Vater Joseph, der Held seiner autobiografischen Bücher.
Marcel Pagnol, der Honorarkonsul von Portugal und Monaco war, starb 1974. Er ist, wie der größte Teil seiner Familie, in La Treille begraben, dem Ort, der seine Kindheit prägte. Die dortige Hügellandschaft der Collines du Garlaban, in der Pagnols bekannteste Romane und Filme spielen, nennt man auch „Collines de Pagnol“. Er gilt neben Frédéric Mistral und Jean Giono als Schriftsteller der Provence.
Sylvain Chomet setzte ihm 2025 mit dem biografischen Trickfilm Marcel et Monsieur Pagnol ein cineastisches Denkmal.

## Werke
Populär wurde Pagnol am Petit Théâtre de Paris mit den Stücken Marius (1929), Fanny (1931, später als gleichnamiges Musical von den beiden Librettisten S. N. Behrman und Joshua Logan sowie dem Komponisten Harold Rome am Broadway erfolgreich) und César (1936), die sich mit den Menschen seiner Heimatstadt Marseille beschäftigen. Diese Stücke wurden auch erfolgreich für das Kino adaptiert, und so widmete sich Pagnol während der 1930er Jahre überwiegend diesem Medium und schuf einige weitere Klassiker des französischen Kinos: Angèle (1934), Das Mädchen und der Scherenschleifer (1937) und Die Frau des Bäckers (1939).
Zwischen 1957 und 1959 erschien Pagnols autobiografische Romantrilogie Souvenirs d’enfance (deutscher Titel: Eine Kindheit in der Provence). Diese gehört seit Jahrzehnten zur Standardlektüre französischer Schüler und begründete Pagnols bis heute ungebrochene Popularität in Frankreich. Die Trilogie wurde in zahlreiche Sprachen übersetzt, unter anderem ins Deutsche (von Pamela Wedekind), ins Englische, ins Dänische und Chinesische. 1977 erschien posthum ein vierter Teil unter dem Titel Le Temps des Amours (Die Zeit der Liebe). Die Kindheitserinnerungen wurden zudem 1990 von Yves Robert zu zwei Kinofilmen verarbeitet.
- La gloire de mon père. Pastorelly, Monte-Carlo 1957 (verfilmt als Der Ruhm meines Vaters 1990).
- Le château de ma mère. Pastorelly, Monte-Carlo 1957 (verfilmt als Das Schloss meiner Mutter 1990).
- Le temps des secrets. Pastorelly, Monte-Carlo 1959 (Marcel und Isabelle. Die Zeit der Geheimnisse).
- Le temps des amours. Juillard, Paris 1977 (Die Zeit der Liebe, aus dem Nachlass).

### Weitere Veröffentlichungen (Auswahl)

#### Romane
- La petite Fille aux yeux sombres  (1921)
- Le Mariage de Peluque (1921)
  - 1932 neu aufgelegt unter dem Titel Pirouettes
  - deutsch von Dagmar Türck-Wagner unter dem Titel Pirouetten der Liebe
- L'Eau des collines (1963, Die Wasser der Hügel), Roman in zwei Teilen, als separate Bücher erschienen:
  - Jean de Florette, erster Teil, 1986 als Jean Florette unter der Regie von Claude Berri verfilmt
  - Manon des sources, zweiter Teil, 1986 als Manons Rache von Claude Berri verfilmt
  - erneut aufgelegt in einem Band: Éditions Juillard, Paris 1986.
  - deutsch von Pamela Wedekind 1964 bei Langen-Müller in München unter dem Titel Die Wasser der Hügel erschienen, von 1966 bis 1967 bei Rütten/Loening in Berlin, von 1968 bis 1973 bei dtv München, gebundene Auflage bei Niemeyer in Hameln (1995) und seit 1997 als Taschenbuch im Piper Verlag (ISBN 3-492-22428-8).

#### Theaterstücke
- Les Marchands de gloire (1925)
- Jazz (1926)
- Topaze (1928); Übers. Wolfgang Barth: Topaze. Komödie. MONS Verlag, Dresden 2017
- Catulle (1929)
- Marius (1929), Übers.: Zum goldenen Anker (1929)
- Fanny (1931)
- Übers.: [1] Südfrüchte(1932)
- César (1946), Bühnenversion
- Judas (1955)
  - 1967: Hörspielbearbeitung des ORF-Landesstudios Oberösterreich – Bearbeitung: Ernst Scheidl; Regie: Ferry Bauer[2]
  - 1988: Hörspielbearbeitung des Bayerischen Rundfunks – Redaktion und Regie: Michael Peter[3]
- Fabien (1956)
- Angèle (1978)
- La Femme du Boulanger (1985)

#### Übersetzungen
- Hamlet von William Shakespeare (1947)
- Les Bucoliques von Vergil (1958)
- Le Songe d’une nuit d’été von William Shakespeare (1970)

### Filmografie (Auswahl)
- Marius (in Deutschland „Zum Goldenen Anker“) (1931)
- Fanny (1932)
- Angèle (1934)
- Merlusse (1935)
- Toni (1935, nur Produzent)
- César (1936)
- Das Mädchen und der Scherenschleifer (Regain) (1937)
- Le Schpountz (1938)
- Die Frau des Bäckers (La Femme du Boulanger) (1938), ausgezeichnet mit dem New York Film Critics Circle Award als Bester fremdsprachiger Film 1940.[4]
- Manons Rache (Manon des sources) (1952, auch Drehbuch)
- Lettres de mon moulin (1954) (Briefe aus meiner Mühle)
- Fanny (1961, mit Horst Buchholz und Leslie Caron)